# Bourbach-le-Haut
Bourbach-le-Haut é uma comuna francesa na região administrativa de Grande Leste, no departamento Alto Reno. Estende-se por uma área de 6,95 km². Em 2010 a comuna tinha 428 habitantes (densidade: 61,6 hab./km²).